# Пуд (апостол від сімдесяти)
Пуд, Пуденте, Пуденс (лат. Pudens; I століття, Рим — II століття) — римський сенатор, який, ймовірно, був послідовником святого Петра. Прийняв мученицьку смерть і шанується як святий. Вважається одним з апостолів від сімдесяти.

## Біографія
Вважається, що Пуд був сином римського сенатора Квінта Корнелія Пудена та його дружини Прісцілли. Мав двох синів — Новато і Тимофія, а також двох дочок, Пракседу і Пуденціану, яких почитають за святих. Проте існування двох дочок засвідчується виключно існуванням двох стародавніх церков у Римі, Санта-Прасседе та Санта-Пуденціана.
Закінчив свої дні мученицькою смертю за наказом римського імператора Нерона.
Акти Синоду Папи Симмаха (499 року) вказують на існування церкви з повноваженнями відправляти таїнства, яку називали Пудентіс (Titulus Pudentis), яка також була відома як Ecclesia Pudentiana (Церква Пуденціана'`), що могло б пояснити походження назви «Пуденціана» (Pudentiana). Церква нібито була побудована на будинку сенатора Пуденте, який розташований на дев’ять метрів нижче базиліки. 

## Згадка у Біблії
Пуд згадується як мирянин Римської церкви у 2-ге послання Тимофію 4:21 : «Старайся прийти до зими. Вітають тебе Еввул‚ i Пуд, i Лин, i Клавдія‚ i всі браття.» Згідно з християнською традицією, Пуд прихистив у себе апостола Петра, який прожив у будинку сенатора сім років, і був охрещений ним. 

## Вшанування

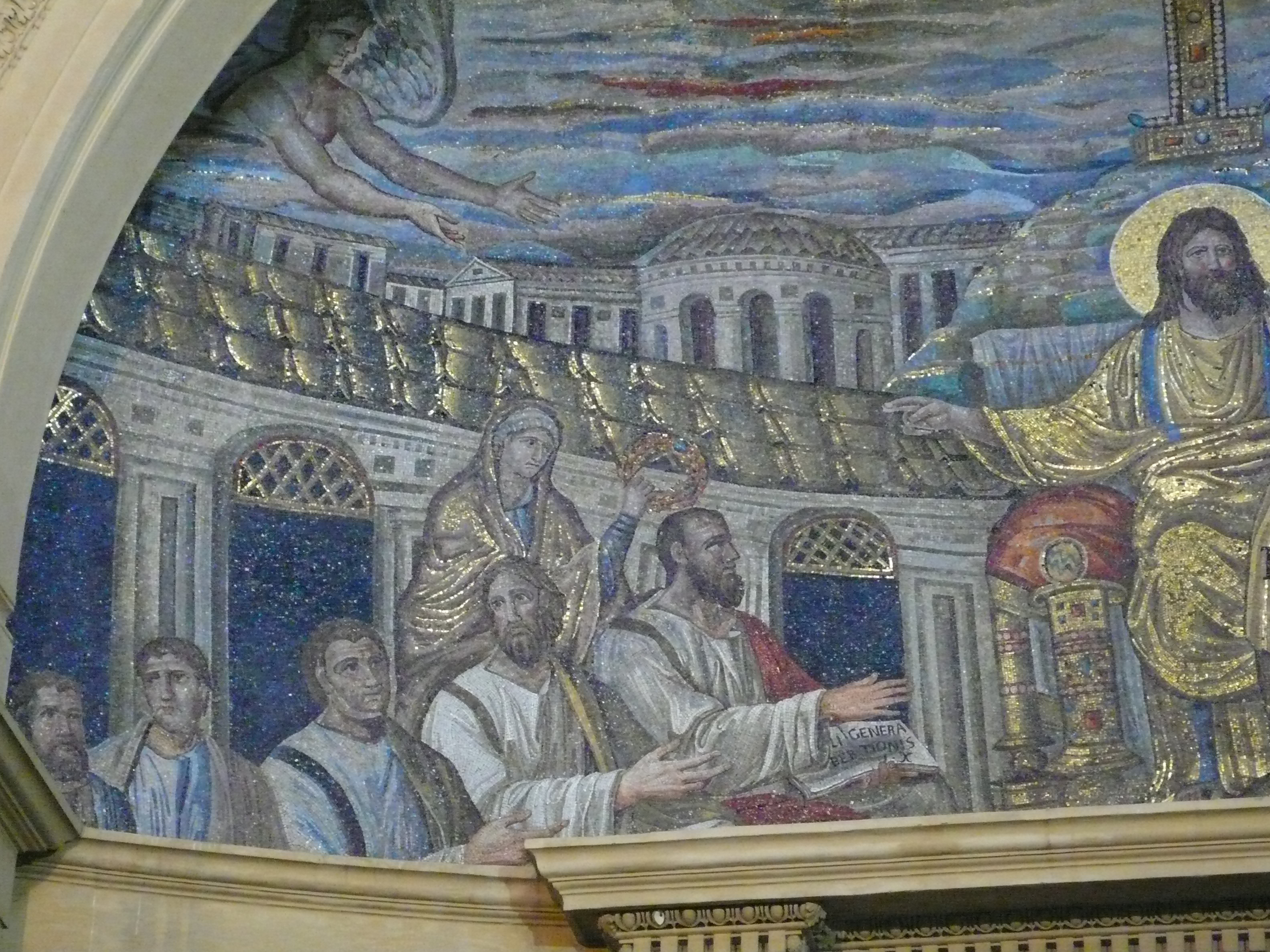
Апсидна мозаїка Санта-Пуденціана

За традицією, базиліка Санта-Пуденціана зберігає його мощі, але історичних підтверджень справжності реліквій немає. Його образ зображений у великій апсидній мозаїці базиліки, разом з його доньками, поруч із Христом.
У римському мартиролозі до дати 19 травня відноситься запис: «У Римі святий Пуд сенатор, батько самої святої Пуденціани та святої Діви Пракседи».